# How to Disappear Completely
How to Disappear Completely est la quatrième piste de l’album Kid A du groupe britannique Radiohead, sorti en 2000.

## Paroles, musiques et enregistrement
La chanson fut écrite pendant la tournée pour OK Computer et fut jouée deux fois en 1998, sous le titre original How to Disappear Completely and Never Be Found, d’après un livre sur le changement d’identité.
La première version était plus austère que la version studio présente sur l'album Kid A. Dans le studio, Jonny Greenwood développa la chanson dans une direction nouvelle – réarrangeant les instruments à cordes (exécutés par l’Orchestre de St John’s), et les Ondes Martenot jouées par lui-même. Le morceau fut mixé pendant des mois pour l’album Kid A, dans lequel le coproducteur Nigel Godrich joua un rôle important. Selon Thom Yorke, le leader de Radiohead, « Quand Jonny a arrangé les cordes sur How to Disappear Completely, c'était son truc à lui. Nigel [Godrich] l’a aidé, et c’est tout. Nous autres, on n'en a pas fait partie du tout. »
How to Disappear Completely fut vue comme l’une des pistes les plus accessibles sur Kid A. Placée à la fin de la première moitié de l’album, certains critiques remarquèrent que c’était la première chanson avec une guitare. Les notes en mode mineur de Thom Yorke viennent renforcer les arrangements des autres instruments à cordes et les effets électroniques. La basse de Colin Greenwood, les riffs de guitare électrique d’Ed O'Brien et la batterie de Phil Selway forment les autres instrumentations de la chanson.

### Inspirations
Thom Yorke, qui a écrit les paroles de la chanson, raconte que l’inspiration pour How to Disappear Completely lui vint de deux choses, en particulier de la performance incroyablement populaire au Festival de Glastonbury en 1997 comparée au sentiment de détachement qu’il ressentit dans la tournée suivante, et un rêve prenant place à Dublin où il était chassé par une vague sur le Liffey « Je rêvais que je flottais sur le Liffey, et je ne pouvais rien faire. Je volais au-dessus de Dublin, et j’étais vraiment dans le Rêve. La chanson tout entière, c’est mon sentiment d’avoir volé. »
Michael Stipe, chanteur de R.E.M. a en partie inspiré How to Disappear Completely quand il a conseillé Thom Yorke après la fatigue suivant la tournée pour OK Computer. « Cette chanson vient de la période d’OK Computer. On a fait le Festival de Glastonbury, et l’Irlande. Quelque chose a cassé en moi. Je me suis dit « Ça y'est. J'en peux plus ». Et plus d’une année après, on était encore sur la route. J’avais pas eu le temps de m’occuper de mes problèmes. Les paroles viennent de ce que m’a dit Michael Stipe. Je l’ai appelé et dit « J’y arrive plus ». Et il m’a dit « Ferme les yeux et répète toi » ». On peut voir Yorke s’écrire à lui-même ces mots dans le documentaire Meeting People Is Easy. Plus tard, Stipe fut lui-même influencé par Radiohead, demandant à Yorke s’il pouvait nommer sa chanson Disappear. Cette chanson est sortie sur l'album Reveal de 2001.

## Réception et critiques
En 2006, Thom Yorke a dit qu’il aimerait qu’on se souvienne de Radiohead pour How to Disappear Completely, et que « c’était la plus belle chose qu’ils aient faite » dans une interview au Culture Show de la BBC.